# الست
الست (به هلندی: Elst) یک منطقهٔ مسکونی در هلند است که در افربیتووه واقع شده‌است. الست ۲۱٫۴۴۷ نفر جمعیت دارد.